# 8782 Bakhrakh
A 8782 Bakhrakh (ideiglenes jelöléssel 1976 UG2) a Naprendszer kisbolygóövében található aszteroida. Tamara Mihajlovna Szmirnova fedezte fel 1976. október 26-án.